# مارک کوهن (عکاس)
مارک کوهن (انگلیسی: Mark Cohen؛ زادهٔ ۱۹۴۳ (۸۱–۸۲ سال)) عکاس اهل ایالات متحده آمریکا است. مارک کوهن برای عکس‌های خیابانی که به صورتی جسورانه از نمای نزدیک (Close-up) از افراد می‌گیرد، شهرت دارد.
وی همچنین برندهٔ جوایزی همچون کمک‌هزینه گوگنهایم شده‌است.

## زندگی‌نامه
مارک کوهن در سال ۱۹۴۳ در شهر ویلکس-بار، پنسیلوانیا متولد گردید. او در طی سالهای ۱۹۶۱ تا ۱۹۶۵ در دانشگاه ایالتی پن و کالج ویلکس به تحصیل مشغول شد.
در سال ۱۹۶۶ یک استودیو عکس تجاری افتتاح نمود. بیشترین آثار او که شناخته شده‌اند عموماً در منطقه ویلکس-بار، پنسیلوانیا گرفته شده که محل زندگی خود عکاس می‌باشد. این منطقه با زمینه تاریخی و صنعتی در ناحیه شمال شرقی پنسیلوانیا واقع شده‌است. وی بانگاهی خلاقانه، بیشتر به عکاسی خیابانی از طبقه کارگر پنسیلوانیا می‌پرداخت.